# Grycksbo distrikt
Grycksbo distrikt är ett distrikt i Falu kommun och Dalarnas län. Distriktet ligger omkring Grycksbo i östra Dalarna.

## Tidigare administrativ tillhörighet
Distriktet inrättades 2016 och utgörs av en del av området Falu stad omfattade till 1971, en del av området som före 1967 utgjorde Stora Kopparbergs socken.
Området motsvarar den omfattning Grycksbo församling hade 1999/2000 och fick 1995 efter utbrytning ur Stora Kopparbergs församling.

## Tätorter och småorter
I Grycksbo distrikt finns en tätort men inga småorter.

### Tätorter
- Grycksbo